# Audiencia Provincial de Santa Cruz de Tenerife

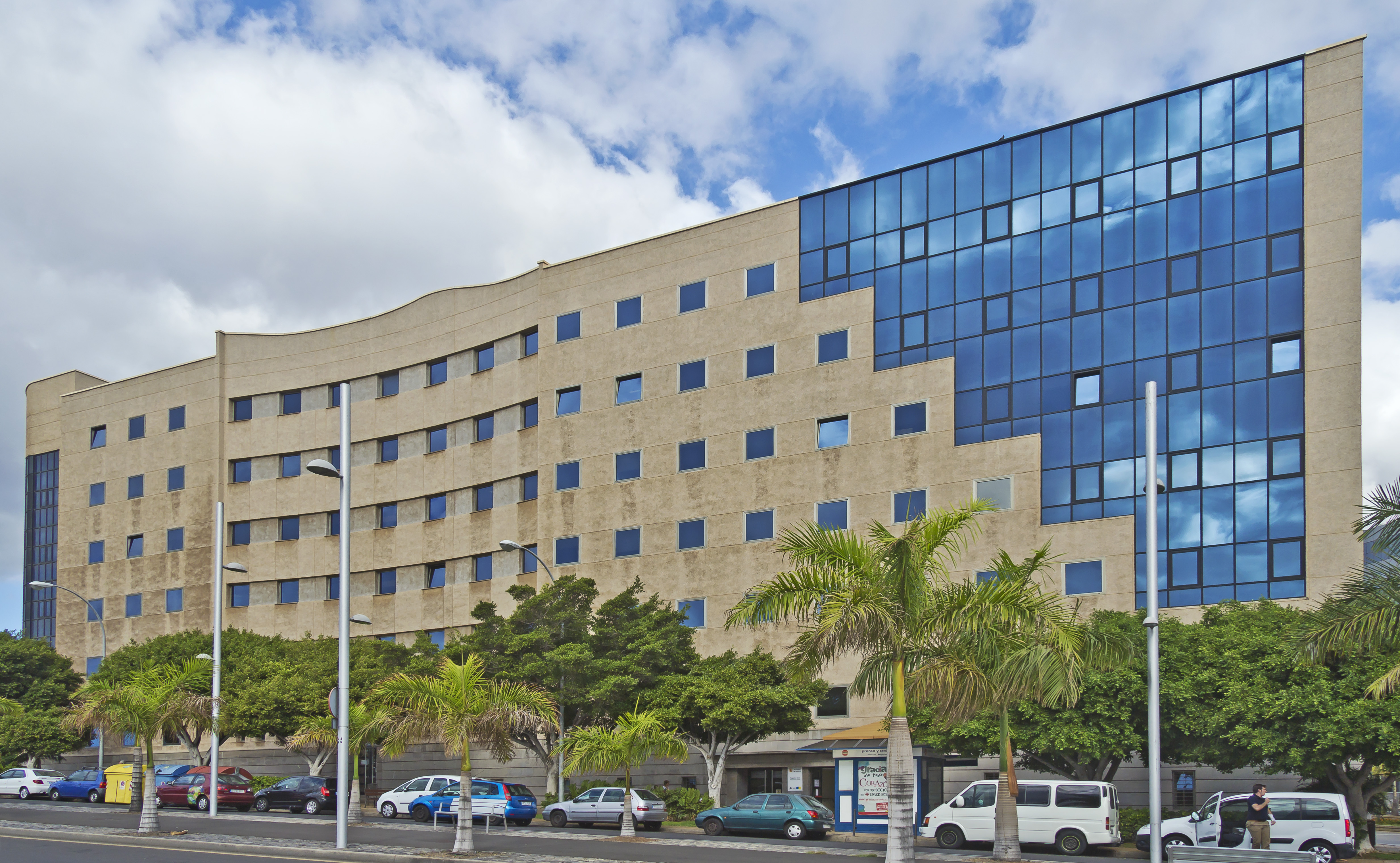
Palacio de Justicia de Santa Cruz de Tenerife, sede de la Audiencia Provincial de Santa Cruz de Tenerife

La Audiencia Provincial de Santa Cruz de Tenerife es el máximo órgano judicial de la provincia de Santa Cruz de Tenerife (España).
Conoce de asuntos civiles y penales. Cuenta con seis secciones: tres civiles (1, 3 y 4) y tres penales (2, 5 y 6).
Tiene su sede en el Palacio de Justicia de Santa Cruz de Tenerife situado en la capital tinerfeña. La actual presidente de la Audiencia Provincial de Santa Cruz de Tenerife es Mónica García de Yzaguirre.